# Arma curta

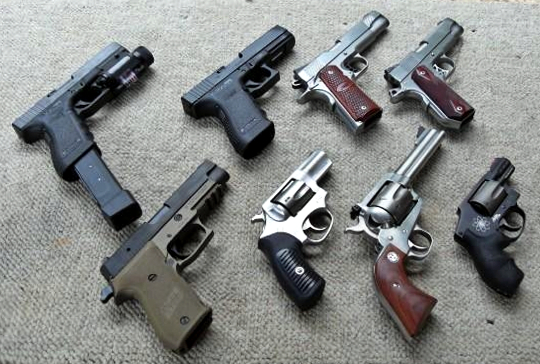
Alguns exemplos de armas curtas

Arma curta ou arma de porte, são designações de armas que se caracterizam por dimensões e peso reduzido, geralmente podendo ser operada e disparada com apenas uma das mãos, sem apoio do ombro. É diferente de uma arma longa (ou seja, carabina, fuzil, espingarda, submetralhadora ou metralhadora) que precisa ser segurada com as duas mãos e apoiada no ombro. As armas curtas têm alcance efetivo mais curto em comparação com armas longas e são muito mais difíceis de atirar com precisão. Embora a maioria das primeiras armas curtas sejam pistolas de tiro único, os dois tipos mais comuns de armas curtas usadas nos tempos modernos são revólveres e pistolas semiautomáticas, embora outras armas curtas, como garruchas e pistolas-metralhadoras, também sejam usadas com pouca frequência.
Antes da produção comercial em massa, as armas curtas eram frequentemente consideradas um distintivo de cargo – comparável a uma espada cerimonial – pois tinham utilidade limitada e eram mais caras do que as armas longas da época. Em 1836, Samuel Colt patenteou o Colt Paterson, o primeiro revólver prático produzido em massa, que era capaz de disparar cinco tiros em rápida sucessão e rapidamente se tornou uma arma pessoal popular, dando origem ao ditado: "Deus criou os homens, mas Colt fez eles iguais." Hoje, na maior parte do mundo, as armas curtas são usadas principalmente por policiais e militares como armas secundárias. No entanto, nos Estados Unidos e em alguns outros países que permitem a posse de armas, as armas curtas também estão disponíveis para os civis como armas de autodefesa.